# Población inmigrante indocumentada de Estados Unidos

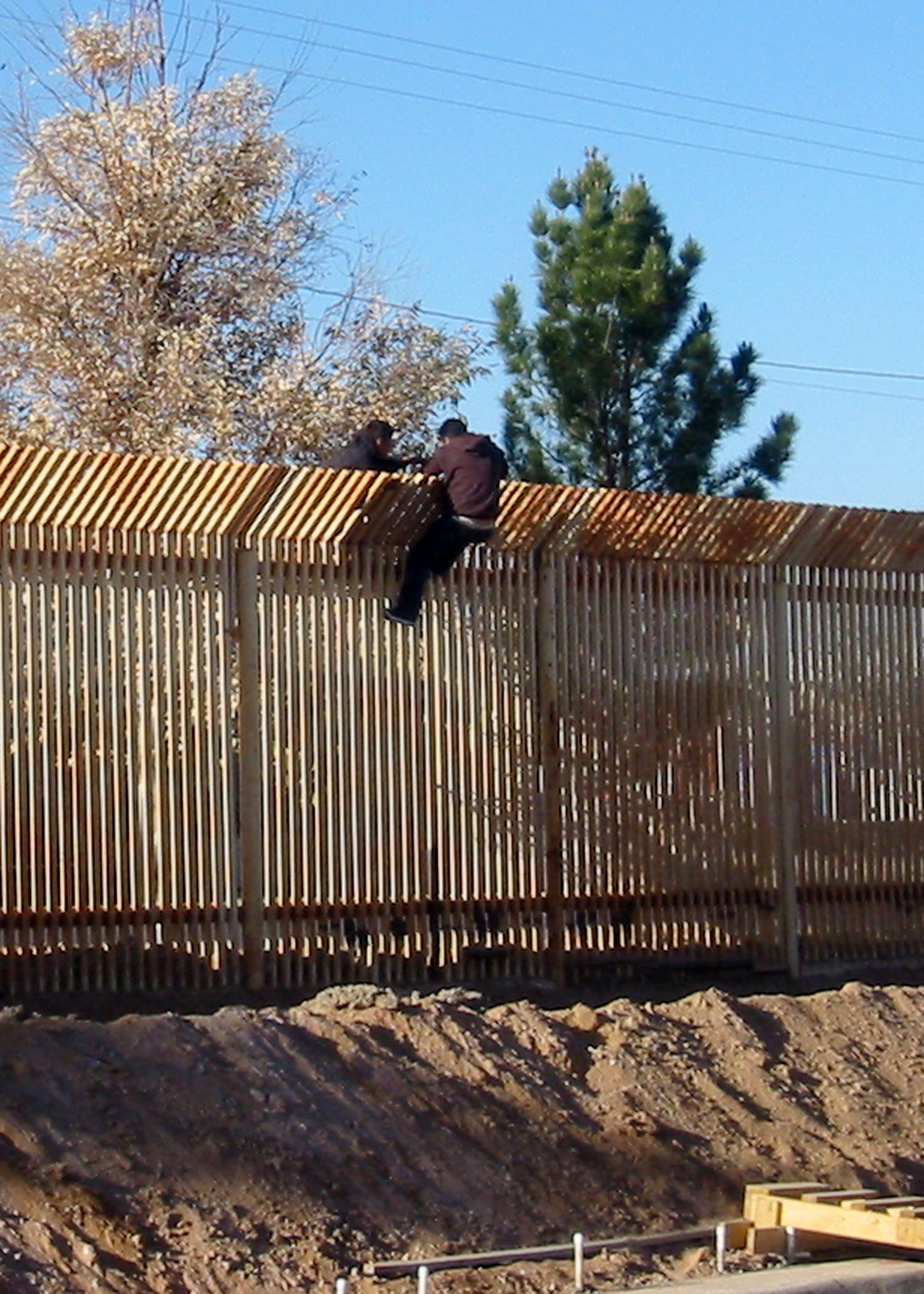
Dos hombres escalan el muro fronterizo Estados Unidos-México. 2009.

La cantidad real y el origen de la población inmigrante indocumentada de Estados Unidos es incierto y es difícil de determinar debido a la dificultad para contabilizar con precisión a los individuos de esta población. Las cifras de encuestas nacionales, datos administrativos y otras fuentes de información varían ampliamente. Según todas las medidas, la población de extranjeros ilegales en los EE. UU. disminuyó sustancialmente desde 2007 hasta al menos 2018. El número de detenciones fronterizas disminuyó sustancialmente después de 2000, alcanzando un mínimo en 2017, pero recientemente se recuperó hasta alcanzar un nuevo nivel máximo a partir de 2021.

## Cantidad

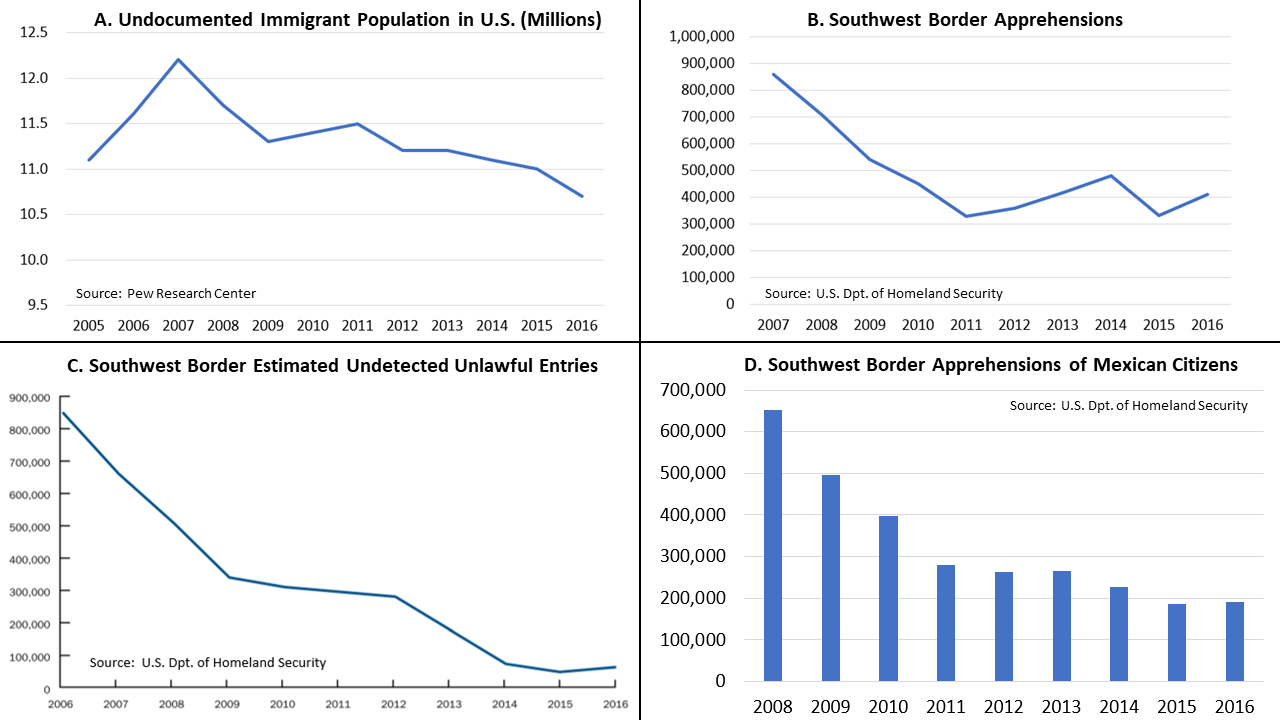
Hasta los últimos años, la población de inmigrantes indocumentados en Estados Unidos y las detenciones en la frontera suroeste habían disminuido significativamente durante la década anterior. Desde entonces, las detenciones en la frontera han superado los niveles de 2007.

Según el Pew Research Center, la cifra aumentó rápidamente en la década de 1990, «de unos 3,5 millones estimados en 1990 a un máximo de 12,2 millones en 2007», y luego cayó bruscamente durante la Gran Recesión antes de estabilizarse en 2009. El centro Pew estimó que la población total era de 11,1 millones en 2014, o aproximadamente el 3% de la población estadounidense. Esto «está en el mismo estadio» que las cifras del Departamento de Seguridad Nacional de los Estados Unidos (DHS), que estimó que 11,4 millones de inmigrantes indocumentados vivían en Estados Unidos en enero de 2012. La estimación y las tendencias también son consistentes con las cifras reportadas por el Centro de Estudios de Migración, que informó que la población de inmigrantes ilegales de Estados Unidos cayó a 10,9 millones en enero de 2016, la cifra más baja desde 2003. Un artículo de 2018 elaborado por tres profesores de la Escuela de Administración de Yale estimó que la población de inmigrantes indocumentados estaba en el rango de 16 a 29 millones, sin embargo, la metodología presentada en ese estudio ha sido criticada por conducir a resultados muy exagerados.

### Método de estimación
El «método residual» se utiliza ampliamente para estimar la población de inmigrantes indocumentados de Estados Unidos. Con este método, el número conocido de inmigrantes legalmente documentados en los Estados Unidos se resta del número reportado por el censo estadounidense de personas autoproclamadas nacidas en el extranjero (basado en registros de inmigración y ajustado por proyecciones de muertes y emigración) para obtener el población total de inmigrantes indocumentados (residuales). Esta metodología es utilizada por el Departamento de Seguridad Nacional de EE. UU., el Centro Hispano Pew, el Centro de Estudios de Inmigración, y la Oficina del Censo de EE. UU. Dado que los inmigrantes indocumentados tienen muchas razones para no responder correctamente el censo de EE. UU. y puesto que rara vez se aplican sanciones por responder incorrectamente al censo de EE. UU., se acepta que subestima el número de inmigrantes indocumentados. Los usuarios de esta metodología suponen que el 10 % de los inmigrantes indocumentados no son contados por los censistas. La suposición del 10% se basa en una encuesta de 2001 de la Universidad de California en la que se preguntó a 829 personas nacidas en México y que vivían en Los Ángeles si respondieron a los entrevistadores del censo de 2000, y el 40% de los hogares consultados se negaron a responder la encuesta.
Los críticos, por su parte, afirman que la estimación no es confiable por varias razones: el gobierno federal no realiza un seguimiento de las cifras de emigración; se desconoce la proporción de inmigrantes indocumentados que responden al censo; la estimación de que el 10 % de los inmigrantes indocumentados no responden al censo es arbitraria y no está respaldada por un tamaño de muestra y una distribución geográfica suficientes; y que la autoevaluación del lugar de nacimiento depende de la honestidad de la persona interrogada.
En 2016, el Pew Research Center estimó que en 2014 había 11,1 millones de inmigrantes indocumentados en Estados Unidos. Estas estimaciones se basan en modelos que utilizan datos de la Encuesta sobre la Comunidad Estadounidense (ACS) o la Encuesta de Población Actual realizada por la Oficina del Censo de los Estados Unidos cada año.
Un artículo de 2018 elaborado por tres profesores de la Escuela de Administración de Yale arrojó trayectorias similares de la población de inmigrantes indocumentados, con un crecimiento máximo en la década de 1990 y principios de la de 2000, seguido de una meseta desde aproximadamente 2008 en adelante. Sin embargo, su modelo arrojó una estimación del número de inmigrantes indocumentados de 22,1 millones de inmigrantes indocumentados como media, aproximadamente el doble que las estimaciones basadas en la ACS. Además, según los tres autores, su estimación tiene un rango de probabilidad del 95% de 16 a 29 millones. Ese resultado, sin embargo, fue criticado por exagerar enormemente la cifra real y por no tener en cuenta la tasa de flujo circular.

## Impacto de la crisis financiera mundial de 2008-2009
La crisis financiera mundial de 2008 tuvo un gran impacto en Estados Unidos. El sector de la construcción y otras áreas donde tradicionalmente los inmigrantes indocumentados buscan empleo se redujeron. La recesión también provocó un excedente de mano de obra estadounidense, lo que redujo el beneficio de contratar inmigrantes indocumentados. Según el Pew Research Center, en 2007 el número de inmigrantes mexicanos no autorizados alcanzó un máximo de 6,9 millones y se redujo en más de 1 millón a un estimado de 5,6 millones en 2014.
Después de la Gran Recesión, más inmigrantes regresaron a México en lugar de emigrar a Estados Unidos. De 2009 a 2014, un millón de mexicanos y sus familias salieron de Estados Unidos hacia México. Los datos del censo estadounidense para el mismo período muestran que aproximadamente 870.000 ciudadanos mexicanos abandonaron México para regresar a los EE. UU. Es difícil hacer un seguimiento de esto porque no hay un número oficial de inmigrantes que van a los Estados Unidos o regresan a México cada año.

## Características
Aproximadamente desde 2014, la mayoría de los inmigrantes indocumentados que viven en Estados Unidos han sido residentes a largo plazo. En 2014, alrededor de dos tercios (66%) habían estado en EE. UU. durante diez años o más, mientras que solo el 14% había estado en EE. UU. durante menos de cinco años.
Así como la población total de inmigrantes indocumentados en Estados Unidos ha disminuido desde 2007, la proporción de inmigrantes indocumentados en la fuerza laboral también ha disminuido. En 2012, los inmigrantes ilegales constituían el 5,1% de la fuerza laboral civil de Estados Unidos. Los trabajadores inmigrantes no autorizados están sobrerrepresentados en ciertos sectores económicos y representan el 26% de los trabajadores agrícolas, pesqueros y forestales; el 17% de los trabajadores de limpieza, mantenimiento y jardinería; el 14% de los trabajadores de la construcción; y el 11% de los trabajadores de preparación de alimentos.

## Orígenes
A partir de 2017, la mayoría de los inmigrantes indocumentados no son mexicanos, y el porcentaje de inmigrantes ilegales que son mexicanos ha disminuido constantemente en los últimos años.
En promedio, la población mexicana neta, tanto documentada como indocumentada, que vive en los Estados Unidos ha crecido en aproximadamente 500.000 por año entre 1995 y 2005, y entre el 80 y el 85% del crecimiento se atribuye a la inmigración no autorizada. Hubo un aumento neto de 2.270.000 inmigrantes mexicanos en Estados Unidos entre 1995 y 2000; una pérdida neta de alrededor de 20.000 entre 2005 y 2010; y una pérdida neta de 140.000 entre 2009 y 2014.
El número total de mexicanos que residen en Estados Unidos, con y sin autorización, fue de 11,7 millones en 2014, por debajo del máximo de 12,8 millones en 2007. La caída es principalmente el resultado de la disminución en el número de inmigrantes no autorizados, que representaron el 48% de la población mexicana en Estados Unidos en 2014, frente al 54% en 2007.

## Estatus para 2014
1. De toda la fuerza laboral en los Estados Unidos, 8 millones eran inmigrantes indocumentados. Esta cifra incluye inmigrantes que encontraron trabajo ilegalmente o que trabajan en hogares de personas bajo su orden. El 5% de esos inmigrantes estaban desempleados y buscaban trabajo.[6]
2. Los mexicanos representaron el 52% de todos los inmigrantes indocumentados en 2014. Ese año había 5,8 millones de inmigrantes mexicanos indocumentados viviendo en Estados Unidos, frente a 6,4 millones en 2009, según las últimas estimaciones del Pew Research Center.[6]
3. California, Texas, Florida, Nueva York, Nueva Jersey e Illinois eran el lugar de residencia del 59% de los inmigrantes indocumentados en 2014.[6] De toda la población estadounidense, el 40% vivía en esos estados.